# Bleket
Bleket is een plaats in de gemeente Tjörn in het landschap Bohuslän en de provincie Västra Götalands län in Zweden. De plaats heeft 236 inwoners (2005) en een oppervlakte van 41 hectare.

## Verkeer en vervoer
Bij de plaats loopt de Länsväg 169.